# Berthold Christian Ægidius
Berthold Christian Ægidius. Född 23 november 1673. Död 3 april 1733 i Varnæs på Sønderjylland. Psalmförfattare representerad i den danska Psalmebog for Kirke og Hjem. Han utgav den så kallade Flensborger-psalmebog 1717 i vilken ingår hans bearbetningar av O Herre Krist, dig till oss vänd av Wilhelm IV Hertig Sachsen-Weimar och Johann Francks psalm Herre, jeg har handlet ilde.